# Nightmare in the Nineties
Nightmare in the Nineties је компилацијски албум хеви метал бенда Кинг Дајмонд.

## Листа песама
1. „From the Other Side“ – 3:49
2. „Waiting“ – 4:27
3. „The Exorcist“ – 4:51
4. „Eastmann's Cure“ – 4:32
5. „Just a Shadow“ – 4:37
6. „Cross of Baron Samedi“ – 4:30
7. „Trick or Treat“ – 5:10
8. „One Down Two to Go“ – 3:46
9. „Catacomb“ – 5:02
10. „Six Feet Under“ – 4:00
11. „Lucy Forever“ – 4:55
12. „The Trees Have Eyes“ – 4:47
13. „LOA House“ – 5:33
14. „Peace of Mind“ – 2:30